# Rima, Syria
Rima (tiếng Ả Rập: ريما) là một ngôi làng của Syria ở huyện Yabrud thuộc tỉnh Rif Dimashq. Theo Cục Thống kê Trung ương Syria (CBS), Rima có dân số 1.034 người trong cuộc điều tra dân số năm 2004.